# Victor Hugo Mendes
Victor Hugo André Mendes, conhecido popularmente como Victor Hugo Mendes (Malanje, 4 de novembro de 1982) é um jornalista e escritor 
     angolano, natural de Malanje.

## Biografia
O jornalista  e escritor nasceu em Malanje, aos 4 de Novembro de 1982, e é filho de pai camionista e mãe escriturária. Viveu todo conflito armado em Malanje, na rua Tomás Vieira da Cruz, no bairro da Maxinde até 2002. É Bacharel em Comunicação Social pela Universidade Privada de Angola.
Determinado e convicto desde novo, foi sempre muito dado ao seu avô paterno, João Mendes, com quem desenvolveu a sua capacidade de polivalente em tudo que se dedica. 

### Infância
Mendes foi vendedor de limões e outros frutos do pomar do seu avó, e passou de vendedor a mecânico de bicicletas. 

### Jornalismo
Enquanto jornalista, é apresentador de televisão. Começou a sua aventura na Rádio aos 14 anos de idade, na sua terra natal, e num programa infantil denominado Recreio Infantil. 
Passou pela Rádio Ecclésia – Emissora católica de Angola, Rádio Luanda e foi colaborador na Rádio Namíbia enquanto estudante de Inglês naquele país no ano de 2007. 
Em 2009 foi convidado por Ana Maurício para trabalhar como apresentador no Canal 2 da TPA. 
Entre 2011 e 2014 foi apresentador do programa Janela aberta  no Canal 1 da TPA. Em 2016 passou a ser colaborador na TV Zimbo, com uma rubrica semanal sobre livros no programa A Tarde é Nossa. 
Actualmente é colaborador da  Zap como apresentador de programas especiais, e é um dos maiores cronistas radiofónicos da sua geração. Semanalmente faz sair temas de grande intervenção social e política que se tornam altamente virais nas redes sociais.

### Livros
Enquanto escritor, Mendes é autor das seguintes obras:
- O Meu Livro de Pensamentos, lançado em 2013; [8] [9] [6][5] [10]
- Face 69, apresentado em 2015; [1] [5] [10] e
- Tchiwekinha o menino vencedor, editado em 2016.[10]

Vendeu até 2017 mais de 90 mil exemplares do conjunto das suas obras. É co-autor de um projecto musical denominado Relíquias Negras, e  redactor exclusivo de 14 documentários sobre os sectores da educação, petróleos, governos provinciais, transportes, portos e músicos, e também é palestrante  e orador internacional.
Por amar a leitura, foi o único apresentador de televisão que sugeria diariamente um livro no seu programa em directo e por força desse hábito de ler e convidar a ler, criou em Março de 2013 a VHM Livraria em Viana. A sua frase mais conhecida e muito usada na televisão é: quem lê um livro nunca mais é a mesma pessoa!

### Prémios
- Moda Luanda 2013, como melhor apresentador de entretenimento;[13]
- Angola 35º, na categoria de Comunicação Social [14] e considerado entre 42 o 5º melhor autor de 2014.

Foi também considerado como a figura masculina do ano 2016 pelo Angoportal com 68% dos votos online.

### Filantropia
Uma outra característica do Victor é o seu amor ao próximo. É padrinho de 43 meninas com idades entre 2 e 25 anos ao cuidado das Irmãs Mercedárias da Caridade. Todos os meses junta amigos ou faz campanhas na internet para ajudar as crianças, tendo inclusive realizado uma campanha que envolveu o famoso jogador Pedro Mantorras, que terá prestado o seu apoio ao lar.
Em Moçambique 100% das receitas do seu livro, ficaram com o Centro Hakumana., que em Maputo apoiou famílias carenciadas, pobres e doentes de HIV.
Victor Hugo Mendes, é porta voz da Livegum, Liga da Velha Guarda de Malanje, uma associação filantrópica que há 29 anos desenvolve um trabalho respeitado e aplaudido pelas autoridades da província.